# 坂本宗太郎

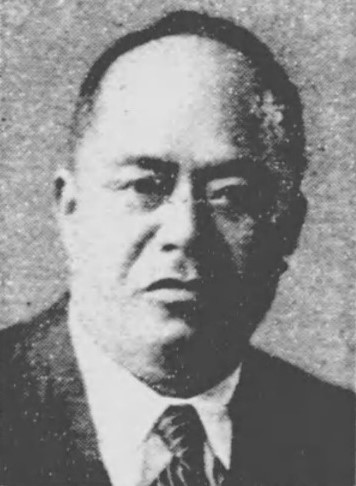
坂本宗太郎

坂本 宗太郎（さかもと そうたろう、1884年（明治17年）12月15日 - 1968年（昭和43年）12月25日）は、日本の政治家。衆議院議員（2期）。

## 経歴
埼玉県秩父郡横瀬村（現横瀬町）出身。1907年東京高等工業学校卒。郷里で織物工場を経営し、横瀬村議、秩父織物工業組合理事長、埼玉織物連合会長などを歴任し、1937年の第20回衆議院議員総選挙で埼玉2区（当時）から無所属で立候補して初当選。1942年の第21回衆議院議員総選挙では大政翼賛会の推薦を受けて当選した。戦後、大政翼賛会の推薦議員のため、公職追放となり、追放解除後も立候補することはなかった。1964年死去。
この他三共自動車、秩父会館各社長、坂善青年学校校長なども務めた。